# 皮恩·迪克
皮恩·迪克（荷蘭語：Pien Dicke，1999年8月28日—），荷兰女子曲棍球运动员，司职前锋。她曾代表荷兰国家队参加2024年夏季奥林匹克运动会女子曲棍球比赛，获得一枚金牌。